# Pachydactylus angolensis
Pachydactylus angolensis är en ödla i familjen geckoödlor som förekommer i sydvästra Afrika. Populationen infogades en längre tid i Pachydactylus scutatus.
Denna geckoödla lever i sydvästra Angola. Den vistas i låglandet och i bergstrakter upp till 2000 meter över havet. Exemplaren hittas i klippiga landskap som är täckta av savann eller buskskogar. Honor lägger ägg.
För beståndet är inga hot kända. Hela populationen anses vara stabil. IUCN listar arten som livskraftig (LC).